# Vuelta a Austria 2017
La 69.ª edición de la Vuelta a Austria (nombre oficial Int. Österreich-Rundfahrt-Tour of Austria) fue una carrera de ciclismo en ruta por etapas que se celebrói entre el 2 y el 8 de julio de 2017 en Austria con inicio en la ciudad de Graz y final en la ciudad de Wels sobre un recorrido de 1119,5 kilómetros.
La carrera formó parte del UCI Europe Tour 2017, dentro de la categoría UCI 2.1.
La carrera fue ganada, inicialmente, por el corredor austriaco Stefan Denifl del equipo Aqua Blue Sport, en segundo lugar Delio Fernández (Delko Marseille Provence KTM) y en tercer lugar Miguel Ángel López (Astana).
En agosto de 2019, la UCI confirmó la sanción a Stefan Denifl siéndole retirada la victoria que pasó a ser para Delio Fernández.

## Equipos participantes
Tomaron parte en la carrera 18 equipos: 4 de categoría UCI ProTeam; 7 de categoría Profesional Continental; 6 de categoría Continental y la selección nacional de Italia. Los equipos participantes fueron:
| WorldTeams (4)- Astana - Cannondale-Drapac - Dimension Data - Katusha-Alpecin Equipos continentales profesionales (7)- Cofidis, Solutions Crédits - Gazprom-RusVelo - Delko Marseille Provence KTM - Israel Cycling Academy - CCC Sprandi Polkowice - Aqua Blue Sport - Roompot-Nederlandse Loterij Equipos continentales (6)- Felbermayr Simplon Wels - Amplatz-BMC - Hrinkow Advarics Cycleang - WSA-Greenlife - Tirol - Vorarlberg Equipo nacional- Italia |
| |

## Recorrido
| Etapa     | Fecha    | Recorrido             | type                   | Distancia (km) | Ganador            | Líder         |
| --------- | -------- | --------------------- | ---------------------- | -------------- | ------------------ | ------------- |
| Prólogo   | 2 de jul | Graz – Schloßberg     | prólogo                | 0,8            | Oscar Gatto        | Oscar Gatto   |
| 1.ª etapa | 3 de jul | Graz – Viena          | etapa escarpada        | 193,8          | Elia Viviani       | Sep Vanmarcke |
| 2.ª etapa | 4 de jul | Viena – Pöggstall     | etapa de media montaña | 199,6          | Tom Slagter        | Sep Vanmarcke |
| 3.ª etapa | 5 de jul | Wieselburg – Altheim  | etapa escarpada        | 226,2          | Elia Viviani       | Sep Vanmarcke |
| 4.ª etapa | 6 de jul | Salzburgo             | etapa de montaña       | 82,7           | Miguel Ángel López | Stefan Denifl |
| 5.ª etapa | 7 de jul | Kitzbühel – Alpendorf | etapa de montaña       | 212,5          | Ben O'Connor       | Stefan Denifl |
| 6.ª etapa | 8 de jul | Alpendorf – Wels      | etapa escarpada        | 203,9          | Clément Venturini  | Stefan Denifl |

### Prólogo
| \| Clasificación de la etapa \| Clasificación de la etapa \| Clasificación de la etapa \| Clasificación de la etapa \| Clasificación de la etapa \| \| Ciclista \| Ciclista \| Equipo \| Tiempo \| \| \| ------------------------- \| ------------------------- \| --------------------------- \| ------------------------- \| ------------------------- \| \| 1.º \| Oscar Gatto \| Astana \| 2 min 11 s \| \| \| 2.º \| Miguel Ángel López \| Astana \| + 1 s \| \| \| 3.º \| William Clarke \| Cannondale-Drapac \| + 4 s \| \| \| 4.º \| Markus Eibegger \| Felbermayr Simplon Wels \| + 6 s \| \| \| 5.º \| Sep Vanmarcke \| Cannondale-Drapac \| + 7 s \| \| \| 6.º \| Anthony Perez \| Cofidis, Solutions Crédits \| + 7 s \| \| \| 7.º \| Andrea Vendrame \| Italia \| + 8 s \| \| \| 8.º \| Jan Tratnik \| CCC Sprandi Polkowice \| + 8 s \| \| \| 9.º \| Pieter Weening \| Roompot-Nederlandse Loterij \| + 9 s \| \| \| 10.º \| Lukas Schlemmer \| Felbermayr Simplon Wels \| + 10 s \| \| |                    |                             |            |
| |                    |                             |            |
| |                    |                             |            |
| Clasificación de la etapa |                    |                             |            |
| Ciclista | Ciclista           | Equipo                      | Tiempo     |
| 1.º | Oscar Gatto        | Astana                      | 2 min 11 s |
| 2.º | Miguel Ángel López | Astana                      | + 1 s      |
| 3.º | William Clarke     | Cannondale-Drapac           | + 4 s      |
| 4.º | Markus Eibegger    | Felbermayr Simplon Wels     | + 6 s      |
| 5.º | Sep Vanmarcke      | Cannondale-Drapac           | + 7 s      |
| 6.º | Anthony Perez      | Cofidis, Solutions Crédits  | + 7 s      |
| 7.º | Andrea Vendrame    | Italia                      | + 8 s      |
| 8.º | Jan Tratnik        | CCC Sprandi Polkowice       | + 8 s      |
| 9.º | Pieter Weening     | Roompot-Nederlandse Loterij | + 9 s      |
| 10.º | Lukas Schlemmer    | Felbermayr Simplon Wels     | + 10 s     |

| \| Clasificación general \| Clasificación general \| Clasificación general \| Clasificación general \| Clasificación general \| \| Ciclista \| Ciclista \| Equipo \| Tiempo \| \| \| --------------------- \| --------------------- \| --------------------------- \| --------------------- \| --------------------- \| \| 1.º \| Oscar Gatto \| Astana \| 2 min 11 s \| \| \| 2.º \| Miguel Ángel López \| Astana \| + 1 s \| \| \| 3.º \| William Clarke \| Cannondale-Drapac \| + 4 s \| \| \| 4.º \| Markus Eibegger \| Felbermayr Simplon Wels \| + 6 s \| \| \| 5.º \| Sep Vanmarcke \| Cannondale-Drapac \| + 7 s \| \| \| 6.º \| Anthony Perez \| Cofidis, Solutions Crédits \| + 7 s \| \| \| 7.º \| Andrea Vendrame \| Italia \| + 8 s \| \| \| 8.º \| Jan Tratnik \| CCC Sprandi Polkowice \| + 8 s \| \| \| 9.º \| Pieter Weening \| Roompot-Nederlandse Loterij \| + 9 s \| \| \| 10.º \| Lukas Schlemmer \| Felbermayr Simplon Wels \| + 10 s \| \| |                    |                             |            |
| |                    |                             |            |
| |                    |                             |            |
| Clasificación general |                    |                             |            |
| Ciclista | Ciclista           | Equipo                      | Tiempo     |
| 1.º | Oscar Gatto        | Astana                      | 2 min 11 s |
| 2.º | Miguel Ángel López | Astana                      | + 1 s      |
| 3.º | William Clarke     | Cannondale-Drapac           | + 4 s      |
| 4.º | Markus Eibegger    | Felbermayr Simplon Wels     | + 6 s      |
| 5.º | Sep Vanmarcke      | Cannondale-Drapac           | + 7 s      |
| 6.º | Anthony Perez      | Cofidis, Solutions Crédits  | + 7 s      |
| 7.º | Andrea Vendrame    | Italia                      | + 8 s      |
| 8.º | Jan Tratnik        | CCC Sprandi Polkowice       | + 8 s      |
| 9.º | Pieter Weening     | Roompot-Nederlandse Loterij | + 9 s      |
| 10.º | Lukas Schlemmer    | Felbermayr Simplon Wels     | + 10 s     |

### 1.ª etapa
| \| Clasificación de la etapa \| Clasificación de la etapa \| Clasificación de la etapa \| Clasificación de la etapa \| Clasificación de la etapa \| \| Ciclista \| Ciclista \| Equipo \| Tiempo \| \| \| ------------------------- \| ------------------------- \| -------------------------- \| ------------------------- \| ------------------------- \| \| 1.º \| Elia Viviani \| Italia \| 4 h 28 min 50 s \| \| \| 2.º \| Sep Vanmarcke \| Cannondale-Drapac \| + 0 s \| \| \| 3.º \| Jason Lowndes \| Israel Cycling Academy \| + 0 s \| \| \| 4.º \| Rok Korošec \| Amplatz-BMC \| + 0 s \| \| \| 5.º \| Youcef Reguigui \| Dimension Data \| + 0 s \| \| \| 6.º \| Aleksandr Porsev \| Gazprom-RusVelo \| + 0 s \| \| \| 7.º \| Clément Venturini \| Cofidis, Solutions Crédits \| + 0 s \| \| \| 8.º \| Ryan Gibbons \| Dimension Data \| + 0 s \| \| \| 9.º \| Alex Howes \| Cannondale-Drapac \| + 0 s \| \| \| 10.º \| Andrew Fenn \| Aqua Blue Sport \| + 0 s \| \| |                   |                            |                 |
| |                   |                            |                 |
| |                   |                            |                 |
| Clasificación de la etapa |                   |                            |                 |
| Ciclista | Ciclista          | Equipo                     | Tiempo          |
| 1.º | Elia Viviani      | Italia                     | 4 h 28 min 50 s |
| 2.º | Sep Vanmarcke     | Cannondale-Drapac          | + 0 s           |
| 3.º | Jason Lowndes     | Israel Cycling Academy     | + 0 s           |
| 4.º | Rok Korošec       | Amplatz-BMC                | + 0 s           |
| 5.º | Youcef Reguigui   | Dimension Data             | + 0 s           |
| 6.º | Aleksandr Porsev  | Gazprom-RusVelo            | + 0 s           |
| 7.º | Clément Venturini | Cofidis, Solutions Crédits | + 0 s           |
| 8.º | Ryan Gibbons      | Dimension Data             | + 0 s           |
| 9.º | Alex Howes        | Cannondale-Drapac          | + 0 s           |
| 10.º | Andrew Fenn       | Aqua Blue Sport            | + 0 s           |

| \| Clasificación general \| Clasificación general \| Clasificación general \| Clasificación general \| Clasificación general \| \| Ciclista \| Ciclista \| Equipo \| Tiempo \| \| \| --------------------- \| --------------------- \| ----------------------- \| --------------------- \| --------------------- \| \| 1.º \| Sep Vanmarcke \| Cannondale-Drapac \| 4 h 31 min 02 s \| \| \| 2.º \| William Clarke \| Cannondale-Drapac \| + 3 s \| \| \| 3.º \| Markus Eibegger \| Felbermayr Simplon Wels \| + 5 s \| \| \| 4.º \| Andrea Vendrame \| Italia \| + 7 s \| \| \| 5.º \| Elia Viviani \| Italia \| + 9 s \| \| \| 6.º \| Stephan Rabitsch \| Felbermayr Simplon Wels \| + 10 s \| \| \| 7.º \| Jhonatan Restrepo \| Katusha-Alpecin \| + 11 s \| \| \| 8.º \| Sven Erik Bystrøm \| Katusha-Alpecin \| + 11 s \| \| \| 9.º \| Iván Savitski \| Gazprom-RusVelo \| + 11 s \| \| \| 10.º \| Felix Großschartner \| CCC Sprandi Polkowice \| + 11 s \| \| |                     |                         |                 |
| |                     |                         |                 |
| |                     |                         |                 |
| Clasificación general |                     |                         |                 |
| Ciclista | Ciclista            | Equipo                  | Tiempo          |
| 1.º | Sep Vanmarcke       | Cannondale-Drapac       | 4 h 31 min 02 s |
| 2.º | William Clarke      | Cannondale-Drapac       | + 3 s           |
| 3.º | Markus Eibegger     | Felbermayr Simplon Wels | + 5 s           |
| 4.º | Andrea Vendrame     | Italia                  | + 7 s           |
| 5.º | Elia Viviani        | Italia                  | + 9 s           |
| 6.º | Stephan Rabitsch    | Felbermayr Simplon Wels | + 10 s          |
| 7.º | Jhonatan Restrepo   | Katusha-Alpecin         | + 11 s          |
| 8.º | Sven Erik Bystrøm   | Katusha-Alpecin         | + 11 s          |
| 9.º | Iván Savitski       | Gazprom-RusVelo         | + 11 s          |
| 10.º | Felix Großschartner | CCC Sprandi Polkowice   | + 11 s          |

### 2.ª etapa
| \| Clasificación de la etapa \| Clasificación de la etapa \| Clasificación de la etapa \| Clasificación de la etapa \| Clasificación de la etapa \| \| Ciclista \| Ciclista \| Equipo \| Tiempo \| \| \| ------------------------- \| ------------------------- \| --------------------------- \| ------------------------- \| ------------------------- \| \| 1.º \| Tom Slagter \| Cannondale-Drapac \| 5 h 00 min 08 s \| \| \| 2.º \| Mekseb Debesay \| Dimension Data \| + 0 s \| \| \| 3.º \| Miguel Ángel López \| Astana \| + 0 s \| \| \| 4.º \| Martijn Tusveld \| Roompot-Nederlandse Loterij \| + 0 s \| \| \| 5.º \| Sep Vanmarcke \| Cannondale-Drapac \| + 9 s \| \| \| 6.º \| Clément Venturini \| Cofidis, Solutions Crédits \| + 9 s \| \| \| 7.º \| Sven Erik Bystrøm \| Katusha-Alpecin \| + 9 s \| \| \| 8.º \| Iván Savitski \| Gazprom-RusVelo \| + 9 s \| \| \| 9.º \| Manuel Belletti \| Italia \| + 9 s \| \| \| 10.º \| Guillaume Boivin \| Israel Cycling Academy \| + 9 s \| \| |                    |                             |                 |
| |                    |                             |                 |
| |                    |                             |                 |
| Clasificación de la etapa |                    |                             |                 |
| Ciclista | Ciclista           | Equipo                      | Tiempo          |
| 1.º | Tom Slagter        | Cannondale-Drapac           | 5 h 00 min 08 s |
| 2.º | Mekseb Debesay     | Dimension Data              | + 0 s           |
| 3.º | Miguel Ángel López | Astana                      | + 0 s           |
| 4.º | Martijn Tusveld    | Roompot-Nederlandse Loterij | + 0 s           |
| 5.º | Sep Vanmarcke      | Cannondale-Drapac           | + 9 s           |
| 6.º | Clément Venturini  | Cofidis, Solutions Crédits  | + 9 s           |
| 7.º | Sven Erik Bystrøm  | Katusha-Alpecin             | + 9 s           |
| 8.º | Iván Savitski      | Gazprom-RusVelo             | + 9 s           |
| 9.º | Manuel Belletti    | Italia                      | + 9 s           |
| 10.º | Guillaume Boivin   | Israel Cycling Academy      | + 9 s           |

| \| Clasificación general \| Clasificación general \| Clasificación general \| Clasificación general \| Clasificación general \| \| Ciclista \| Ciclista \| Equipo \| Tiempo \| \| \| --------------------- \| --------------------- \| ---------------------------- \| --------------------- \| --------------------- \| \| 1.º \| Sep Vanmarcke \| Cannondale-Drapac \| 9 h 31 min 19 s \| \| \| 2.º \| Andrea Vendrame \| Italia \| + 7 s \| \| \| 3.º \| Stephan Rabitsch \| Felbermayr Simplon Wels \| + 10 s \| \| \| 4.º \| Sven Erik Bystrøm \| Katusha-Alpecin \| + 11 s \| \| \| 5.º \| Iván Savitski \| Gazprom-RusVelo \| + 11 s \| \| \| 6.º \| Felix Großschartner \| CCC Sprandi Polkowice \| + 11 s \| \| \| 7.º \| Delio Fernández \| Delko-Marseille Provence-KTM \| + 12 s \| \| \| 8.º \| Stefan Denifl \| Aqua Blue Sport \| + 12 s \| \| \| 9.º \| Clément Venturini \| Cofidis, Solutions Crédits \| + 15 s \| \| \| 10.º \| Ben O'Connor \| Dimension Data \| + 19 s \| \| |                     |                              |                 |
| |                     |                              |                 |
| |                     |                              |                 |
| Clasificación general |                     |                              |                 |
| Ciclista | Ciclista            | Equipo                       | Tiempo          |
| 1.º | Sep Vanmarcke       | Cannondale-Drapac            | 9 h 31 min 19 s |
| 2.º | Andrea Vendrame     | Italia                       | + 7 s           |
| 3.º | Stephan Rabitsch    | Felbermayr Simplon Wels      | + 10 s          |
| 4.º | Sven Erik Bystrøm   | Katusha-Alpecin              | + 11 s          |
| 5.º | Iván Savitski       | Gazprom-RusVelo              | + 11 s          |
| 6.º | Felix Großschartner | CCC Sprandi Polkowice        | + 11 s          |
| 7.º | Delio Fernández     | Delko-Marseille Provence-KTM | + 12 s          |
| 8.º | Stefan Denifl       | Aqua Blue Sport              | + 12 s          |
| 9.º | Clément Venturini   | Cofidis, Solutions Crédits   | + 15 s          |
| 10.º | Ben O'Connor        | Dimension Data               | + 19 s          |

### 3.ª etapa
| \| Clasificación de la etapa \| Clasificación de la etapa \| Clasificación de la etapa \| Clasificación de la etapa \| Clasificación de la etapa \| \| Ciclista \| Ciclista \| Equipo \| Tiempo \| \| \| ------------------------- \| ------------------------- \| --------------------------- \| ------------------------- \| ------------------------- \| \| 1.º \| Elia Viviani \| Italia \| 5 h 22 min 12 s \| \| \| 2.º \| Jason Lowndes \| Israel Cycling Academy \| + 0 s \| \| \| 3.º \| Sep Vanmarcke \| Cannondale-Drapac \| + 0 s \| \| \| 4.º \| Filippo Fortin \| Tirol Cycling Team \| + 0 s \| \| \| 5.º \| Clément Venturini \| Cofidis, Solutions Crédits \| + 0 s \| \| \| 6.º \| Ryan Gibbons \| Dimension Data \| + 0 s \| \| \| 7.º \| Sjoerd van Ginneken \| Roompot-Nederlandse Loterij \| + 0 s \| \| \| 8.º \| Riccardo Minali \| Astana \| + 0 s \| \| \| 9.º \| Rok Korošec \| Amplatz-BMC \| + 0 s \| \| \| 10.º \| Fabian Lienhard \| Team Vorarlberg \| + 0 s \| \| |                     |                             |                 |
| |                     |                             |                 |
| |                     |                             |                 |
| Clasificación de la etapa |                     |                             |                 |
| Ciclista | Ciclista            | Equipo                      | Tiempo          |
| 1.º | Elia Viviani        | Italia                      | 5 h 22 min 12 s |
| 2.º | Jason Lowndes       | Israel Cycling Academy      | + 0 s           |
| 3.º | Sep Vanmarcke       | Cannondale-Drapac           | + 0 s           |
| 4.º | Filippo Fortin      | Tirol Cycling Team          | + 0 s           |
| 5.º | Clément Venturini   | Cofidis, Solutions Crédits  | + 0 s           |
| 6.º | Ryan Gibbons        | Dimension Data              | + 0 s           |
| 7.º | Sjoerd van Ginneken | Roompot-Nederlandse Loterij | + 0 s           |
| 8.º | Riccardo Minali     | Astana                      | + 0 s           |
| 9.º | Rok Korošec         | Amplatz-BMC                 | + 0 s           |
| 10.º | Fabian Lienhard     | Team Vorarlberg             | + 0 s           |

| \| Clasificación general \| Clasificación general \| Clasificación general \| Clasificación general \| Clasificación general \| \| Ciclista \| Ciclista \| Equipo \| Tiempo \| \| \| --------------------- \| --------------------- \| ---------------------------- \| --------------------- \| --------------------- \| \| 1.º \| Sep Vanmarcke \| Cannondale-Drapac \| 14 h 53 min 27 s \| \| \| 2.º \| Andrea Vendrame \| Italia \| + 11 s \| \| \| 3.º \| Stephan Rabitsch \| Felbermayr Simplon Wels \| + 14 s \| \| \| 4.º \| Sven Erik Bystrøm \| Katusha-Alpecin \| + 15 s \| \| \| 5.º \| Iván Savitski \| Gazprom-RusVelo \| + 15 s \| \| \| 6.º \| Felix Großschartner \| CCC Sprandi Polkowice \| + 15 s \| \| \| 7.º \| Delio Fernández \| Delko-Marseille Provence-KTM \| + 16 s \| \| \| 8.º \| Stefan Denifl \| Aqua Blue Sport \| + 16 s \| \| \| 9.º \| Clément Venturini \| Cofidis, Solutions Crédits \| + 19 s \| \| \| 10.º \| Ben O'Connor \| Dimension Data \| + 23 s \| \| |                     |                              |                  |
| |                     |                              |                  |
| |                     |                              |                  |
| Clasificación general |                     |                              |                  |
| Ciclista | Ciclista            | Equipo                       | Tiempo           |
| 1.º | Sep Vanmarcke       | Cannondale-Drapac            | 14 h 53 min 27 s |
| 2.º | Andrea Vendrame     | Italia                       | + 11 s           |
| 3.º | Stephan Rabitsch    | Felbermayr Simplon Wels      | + 14 s           |
| 4.º | Sven Erik Bystrøm   | Katusha-Alpecin              | + 15 s           |
| 5.º | Iván Savitski       | Gazprom-RusVelo              | + 15 s           |
| 6.º | Felix Großschartner | CCC Sprandi Polkowice        | + 15 s           |
| 7.º | Delio Fernández     | Delko-Marseille Provence-KTM | + 16 s           |
| 8.º | Stefan Denifl       | Aqua Blue Sport              | + 16 s           |
| 9.º | Clément Venturini   | Cofidis, Solutions Crédits   | + 19 s           |
| 10.º | Ben O'Connor        | Dimension Data               | + 23 s           |

### 4.ª etapa
| \| Clasificación de la etapa \| Clasificación de la etapa \| Clasificación de la etapa \| Clasificación de la etapa \| Clasificación de la etapa \| \| Ciclista \| Ciclista \| Equipo \| Tiempo \| \| \| ------------------------- \| ------------------------- \| ---------------------------- \| ------------------------- \| ------------------------- \| \| 1.º \| Miguel Ángel López \| Astana \| 2 h 09 min 16 s \| \| \| 2.º \| Stefan Denifl \| Aqua Blue Sport \| + 17 s \| \| \| 3.º \| Giulio Ciccone \| Italia \| + 50 s \| \| \| 4.º \| Alexey Rybalkin \| Gazprom-RusVelo \| + 52 s \| \| \| 5.º \| Delio Fernández \| Delko-Marseille Provence-KTM \| + 52 s \| \| \| 6.º \| Rein Taaramäe \| Katusha-Alpecin \| + 54 s \| \| \| 7.º \| Ángel Madrazo \| Delko-Marseille Provence-KTM \| + 1 min 14 s \| \| \| 8.º \| Serguéi Firsánov \| Gazprom-RusVelo \| + 1 min 26 s \| \| \| 9.º \| Martijn Tusveld \| Roompot-Nederlandse Loterij \| + 1 min 31 s \| \| \| 10.º \| Felix Großschartner \| CCC Sprandi Polkowice \| + 1 min 33 s \| \| |                     |                              |                 |
| |                     |                              |                 |
| |                     |                              |                 |
| Clasificación de la etapa |                     |                              |                 |
| Ciclista | Ciclista            | Equipo                       | Tiempo          |
| 1.º | Miguel Ángel López  | Astana                       | 2 h 09 min 16 s |
| 2.º | Stefan Denifl       | Aqua Blue Sport              | + 17 s          |
| 3.º | Giulio Ciccone      | Italia                       | + 50 s          |
| 4.º | Alexey Rybalkin     | Gazprom-RusVelo              | + 52 s          |
| 5.º | Delio Fernández     | Delko-Marseille Provence-KTM | + 52 s          |
| 6.º | Rein Taaramäe       | Katusha-Alpecin              | + 54 s          |
| 7.º | Ángel Madrazo       | Delko-Marseille Provence-KTM | + 1 min 14 s    |
| 8.º | Serguéi Firsánov    | Gazprom-RusVelo              | + 1 min 26 s    |
| 9.º | Martijn Tusveld     | Roompot-Nederlandse Loterij  | + 1 min 31 s    |
| 10.º | Felix Großschartner | CCC Sprandi Polkowice        | + 1 min 33 s    |

| \| Clasificación general \| Clasificación general \| Clasificación general \| Clasificación general \| Clasificación general \| \| Ciclista \| Ciclista \| Equipo \| Tiempo \| \| \| --------------------- \| --------------------- \| ---------------------------- \| --------------------- \| --------------------- \| \| 1.º \| Stefan Denifl \| Aqua Blue Sport \| DES \| \| \| 2.º \| Delio Fernández \| Delko-Marseille Provence-KTM \| + 41 s \| \| \| 3.º \| Miguel Ángel López \| Astana \| + 56 s \| \| \| 4.º \| Rein Taaramäe \| Katusha-Alpecin \| + 1 min 01 s \| \| \| 5.º \| Felix Großschartner \| CCC Sprandi Polkowice \| + 1 min 21 s \| \| \| 6.º \| Daniel Teklehaimanot \| Dimension Data \| + 2 min 21 s \| \| \| 7.º \| Giulio Ciccone \| Italia \| + 2 min 22 s \| \| \| 8.º \| Alexey Rybalkin \| Gazprom-RusVelo \| + 2 min 32 s \| \| \| 9.º \| Ángel Madrazo \| Delko-Marseille Provence-KTM \| + 2 min 43 s \| \| \| 10.º \| Martijn Tusveld \| Roompot-Nederlandse Loterij \| + 2 min 50 s \| \| |                      |                              |              |
| |                      |                              |              |
| |                      |                              |              |
| Clasificación general |                      |                              |              |
| Ciclista | Ciclista             | Equipo                       | Tiempo       |
| 1.º | Stefan Denifl        | Aqua Blue Sport              | DES          |
| 2.º | Delio Fernández      | Delko-Marseille Provence-KTM | + 41 s       |
| 3.º | Miguel Ángel López   | Astana                       | + 56 s       |
| 4.º | Rein Taaramäe        | Katusha-Alpecin              | + 1 min 01 s |
| 5.º | Felix Großschartner  | CCC Sprandi Polkowice        | + 1 min 21 s |
| 6.º | Daniel Teklehaimanot | Dimension Data               | + 2 min 21 s |
| 7.º | Giulio Ciccone       | Italia                       | + 2 min 22 s |
| 8.º | Alexey Rybalkin      | Gazprom-RusVelo              | + 2 min 32 s |
| 9.º | Ángel Madrazo        | Delko-Marseille Provence-KTM | + 2 min 43 s |
| 10.º | Martijn Tusveld      | Roompot-Nederlandse Loterij  | + 2 min 50 s |

### 5.ª etapa
| \| Clasificación de la etapa \| Clasificación de la etapa \| Clasificación de la etapa \| Clasificación de la etapa \| Clasificación de la etapa \| \| Ciclista \| Ciclista \| Equipo \| Tiempo \| \| \| ------------------------- \| ------------------------- \| ---------------------------- \| ------------------------- \| ------------------------- \| \| 1.º \| Ben O'Connor \| Dimension Data \| 5 h 35 min 34 s \| \| \| 2.º \| Riccardo Zoidl \| Felbermayr Simplon Wels \| + 11 s \| \| \| 3.º \| Pieter Weening \| Roompot-Nederlandse Loterij \| + 1 min 40 s \| \| \| 4.º \| Giulio Ciccone \| Italia \| + 1 min 46 s \| \| \| 5.º \| Felix Großschartner \| CCC Sprandi Polkowice \| + 1 min 46 s \| \| \| 6.º \| Delio Fernández \| Delko-Marseille Provence-KTM \| + 1 min 58 s \| \| \| 7.º \| Patrick Schelling \| Team Vorarlberg \| + 1 min 58 s \| \| \| 8.º \| Mekseb Debesay \| Dimension Data \| + 1 min 58 s \| \| \| 9.º \| Martijn Tusveld \| Roompot-Nederlandse Loterij \| + 2 min 02 s \| \| \| 10.º \| Stefan Denifl \| Aqua Blue Sport \| + 2 min 02 s \| \| |                     |                              |                 |
| |                     |                              |                 |
| |                     |                              |                 |
| Clasificación de la etapa |                     |                              |                 |
| Ciclista | Ciclista            | Equipo                       | Tiempo          |
| 1.º | Ben O'Connor        | Dimension Data               | 5 h 35 min 34 s |
| 2.º | Riccardo Zoidl      | Felbermayr Simplon Wels      | + 11 s          |
| 3.º | Pieter Weening      | Roompot-Nederlandse Loterij  | + 1 min 40 s    |
| 4.º | Giulio Ciccone      | Italia                       | + 1 min 46 s    |
| 5.º | Felix Großschartner | CCC Sprandi Polkowice        | + 1 min 46 s    |
| 6.º | Delio Fernández     | Delko-Marseille Provence-KTM | + 1 min 58 s    |
| 7.º | Patrick Schelling   | Team Vorarlberg              | + 1 min 58 s    |
| 8.º | Mekseb Debesay      | Dimension Data               | + 1 min 58 s    |
| 9.º | Martijn Tusveld     | Roompot-Nederlandse Loterij  | + 2 min 02 s    |
| 10.º | Stefan Denifl       | Aqua Blue Sport              | + 2 min 02 s    |

| \| Clasificación general \| Clasificación general \| Clasificación general \| Clasificación general \| Clasificación general \| \| Ciclista \| Ciclista \| Equipo \| Tiempo \| \| \| --------------------- \| --------------------- \| ---------------------------- \| --------------------- \| --------------------- \| \| 1.º \| Stefan Denifl \| Aqua Blue Sport \| DES \| \| \| 2.º \| Delio Fernández \| Delko-Marseille Provence-KTM \| + 37 s \| \| \| 3.º \| Miguel Ángel López \| Astana \| + 59 s \| \| \| 4.º \| Felix Großschartner \| CCC Sprandi Polkowice \| + 1 min 05 s \| \| \| 5.º \| Ben O'Connor \| Dimension Data \| + 1 min 08 s \| \| \| 6.º \| Giulio Ciccone \| Italia \| + 2 min 06 s \| \| \| 7.º \| Daniel Teklehaimanot \| Dimension Data \| + 2 min 21 s \| \| \| 8.º \| Alexey Rybalkin \| Gazprom-RusVelo \| + 2 min 32 s \| \| \| 9.º \| Ángel Madrazo \| Delko-Marseille Provence-KTM \| + 2 min 46 s \| \| \| 10.º \| Martijn Tusveld \| Roompot-Nederlandse Loterij \| + 2 min 50 s \| \| |                      |                              |              |
| |                      |                              |              |
| |                      |                              |              |
| Clasificación general |                      |                              |              |
| Ciclista | Ciclista             | Equipo                       | Tiempo       |
| 1.º | Stefan Denifl        | Aqua Blue Sport              | DES          |
| 2.º | Delio Fernández      | Delko-Marseille Provence-KTM | + 37 s       |
| 3.º | Miguel Ángel López   | Astana                       | + 59 s       |
| 4.º | Felix Großschartner  | CCC Sprandi Polkowice        | + 1 min 05 s |
| 5.º | Ben O'Connor         | Dimension Data               | + 1 min 08 s |
| 6.º | Giulio Ciccone       | Italia                       | + 2 min 06 s |
| 7.º | Daniel Teklehaimanot | Dimension Data               | + 2 min 21 s |
| 8.º | Alexey Rybalkin      | Gazprom-RusVelo              | + 2 min 32 s |
| 9.º | Ángel Madrazo        | Delko-Marseille Provence-KTM | + 2 min 46 s |
| 10.º | Martijn Tusveld      | Roompot-Nederlandse Loterij  | + 2 min 50 s |

### 6.ª etapa
| \| Clasificación de la etapa \| Clasificación de la etapa \| Clasificación de la etapa \| Clasificación de la etapa \| Clasificación de la etapa \| \| Ciclista \| Ciclista \| Equipo \| Tiempo \| \| \| ------------------------- \| ------------------------- \| --------------------------- \| ------------------------- \| ------------------------- \| \| 1.º \| Clément Venturini \| Cofidis, Solutions Crédits \| 4 h 29 min 21 s \| \| \| 2.º \| Sep Vanmarcke \| Cannondale-Drapac \| + 0 s \| \| \| 3.º \| Ryan Gibbons \| Dimension Data \| + 0 s \| \| \| 4.º \| Pim Ligthart \| Roompot-Nederlandse Loterij \| + 0 s \| \| \| 5.º \| Iván Savitski \| Gazprom-RusVelo \| + 0 s \| \| \| 6.º \| Davide Ballerini \| Italia \| + 0 s \| \| \| 7.º \| Oscar Gatto \| Astana \| + 0 s \| \| \| 8.º \| Gian Friesecke \| Team Vorarlberg \| + 0 s \| \| \| 9.º \| Guillaume Boivin \| Israel Cycling Academy \| + 0 s \| \| \| 10.º \| Sven Erik Bystrøm \| Katusha-Alpecin \| + 0 s \| \| |                   |                             |                 |
| |                   |                             |                 |
| |                   |                             |                 |
| Clasificación de la etapa |                   |                             |                 |
| Ciclista | Ciclista          | Equipo                      | Tiempo          |
| 1.º | Clément Venturini | Cofidis, Solutions Crédits  | 4 h 29 min 21 s |
| 2.º | Sep Vanmarcke     | Cannondale-Drapac           | + 0 s           |
| 3.º | Ryan Gibbons      | Dimension Data              | + 0 s           |
| 4.º | Pim Ligthart      | Roompot-Nederlandse Loterij | + 0 s           |
| 5.º | Iván Savitski     | Gazprom-RusVelo             | + 0 s           |
| 6.º | Davide Ballerini  | Italia                      | + 0 s           |
| 7.º | Oscar Gatto       | Astana                      | + 0 s           |
| 8.º | Gian Friesecke    | Team Vorarlberg             | + 0 s           |
| 9.º | Guillaume Boivin  | Israel Cycling Academy      | + 0 s           |
| 10.º | Sven Erik Bystrøm | Katusha-Alpecin             | + 0 s           |

## Clasificaciones
Las clasificaciones finalizaron de la siguiente forma:

### Clasificación general
| \| Clasificación general \| Clasificación general \| Clasificación general \| Clasificación general \| Clasificación general \| \| Ciclista \| Ciclista \| Equipo \| Tiempo \| \| \| --------------------- \| --------------------- \| ---------------------------- \| --------------------- \| --------------------- \| \| 1.º \| Delio Fernández \| Delko-Marseille Provence-KTM \| 27 h 10 min 44 s \| \| \| 2.º \| Miguel Ángel López \| Astana \| + 12 s \| \| \| 3.º \| Felix Großschartner \| CCC Sprandi Polkowice \| + 23 s \| \| \| 5.º \| Ben O'Connor \| Dimension Data \| + 1 min 08 s \| \| \| 6.º \| Giulio Ciccone \| Italia \| + 2 min 06 s \| \| \| 7.º \| Daniel Teklehaimanot \| Dimension Data \| + 2 min 21 s \| \| \| 8.º \| Alexey Rybalkin \| Gazprom-RusVelo \| + 2 min 32 s \| \| \| 9.º \| Ángel Madrazo \| Delko-Marseille Provence-KTM \| + 2 min 46 s \| \| \| 10.º \| Martijn Tusveld \| Roompot-Nederlandse Loterij \| + 2 min 50 s \| \| |                      |                              |                  |
| |                      |                              |                  |
| Fuente: ProCyclingStats |                      |                              |                  |
| Clasificación general |                      |                              |                  |
| Ciclista | Ciclista             | Equipo                       | Tiempo           |
| 1.º | Delio Fernández      | Delko-Marseille Provence-KTM | 27 h 10 min 44 s |
| 2.º | Miguel Ángel López   | Astana                       | + 12 s           |
| 3.º | Felix Großschartner  | CCC Sprandi Polkowice        | + 23 s           |
| 5.º | Ben O'Connor         | Dimension Data               | + 1 min 08 s     |
| 6.º | Giulio Ciccone       | Italia                       | + 2 min 06 s     |
| 7.º | Daniel Teklehaimanot | Dimension Data               | + 2 min 21 s     |
| 8.º | Alexey Rybalkin      | Gazprom-RusVelo              | + 2 min 32 s     |
| 9.º | Ángel Madrazo        | Delko-Marseille Provence-KTM | + 2 min 46 s     |
| 10.º | Martijn Tusveld      | Roompot-Nederlandse Loterij  | + 2 min 50 s     |

### Clasificación por puntos
| Clasificación por puntos | Clasificación por puntos | Clasificación por puntos   | Clasificación por puntos | Clasificación por puntos |
| Ciclista                 | Ciclista                 | Equipo                     | Puntos                   |                          |
| ------------------------ | ------------------------ | -------------------------- | ------------------------ | ------------------------ |
| 1.º                      | Sep Vanmarcke            | Cannondale-Drapac          | 41 pts                   |                          |
| 2.º                      | Elia Viviani             | Team Sky                   | 38 pts                   |                          |
| 3.º                      | Clément Venturini        | Cofidis, Solutions Crédits | 33 pts                   |                          |
| 4.º                      | Miguel Ángel López       | Astana                     | 25 pts                   |                          |
| 5.º                      | Jason Lowndes            | Israel Cycling Academy     | 22 pts                   |                          |
| 6.º                      | Ryan Gibbons             | Dimension Data             | 20 pts                   |                          |
| 7.º                      | Tom Slagter              | Cannondale-Drapac          | 19 pts                   |                          |
| 8.º                      | Giulio Ciccone           | Bardiani CSF               | 18 pts                   |                          |
| 9.º                      | Ben O'Connor             | Dimension Data             | 17 pts                   |                          |
| 10.º                     | Mekseb Debesay           | Dimension Data             | 16 pts                   |                          |

### Clasificación de la montaña
| Clasificación de la montaña | Clasificación de la montaña | Clasificación de la montaña  | Clasificación de la montaña | Clasificación de la montaña |
| Ciclista                    | Ciclista                    | Equipo                       | Puntos                      |                             |
| --------------------------- | --------------------------- | ---------------------------- | --------------------------- | --------------------------- |
| 1.º                         | Pieter Weening              | Roompot-Nederlandse Loterij  | 38 pts                      |                             |
| 2.º                         | Stephan Rabitsch            | Felbermayr Simplon Wels      | 32 pts                      |                             |
| 3.º                         | Miguel Ángel López          | Astana                       | 28 pts                      |                             |
| 4.º                         | Riccardo Zoidl              | Felbermayr Simplon Wels      | 28 pts                      |                             |
| 5.º                         | Ben O'Connor                | Dimension Data               | 24 pts                      |                             |
| 6.º                         | Stefan Denifl               | Aqua Blue Sport              | 18 pts                      |                             |
| 7.º                         | Giulio Ciccone              | Bardiani CSF                 | 14 pts                      |                             |
| 8.º                         | Tom Slagter                 | Cannondale-Drapac            | 13 pts                      |                             |
| 9.º                         | Anthony Perez               | Cofidis, Solutions Crédits   | 12 pts                      |                             |
| 10.º                        | Rémy Di Gregorio            | Delko-Marseille Provence-KTM | 8 pts                       |                             |

### Clasificación por equipos
| Clasificación por equipos | Clasificación por equipos    | Clasificación por equipos | Clasificación por equipos |
| Equipo                    | Equipo                       | Tiempo                    |                           |
| ------------------------- | ---------------------------- | ------------------------- | ------------------------- |
| 1.º                       | Dimension Data               | 1 h 21 min 37 s           |                           |
| 2.º                       | Gazprom-RusVelo              | + 5 min 42 s              |                           |
| 3.º                       | Roompot-Nederlandse Loterij  | + 10 min 07 s             |                           |
| 4.º                       | Delko Marseille Provence KTM | + 11 min 27 s             |                           |
| 5.º                       | Katusha-Alpecin              | + 13 min 00 s             |                           |
| 6.º                       | Vorarlberg                   | + 15 min 27 s             |                           |
| 7.º                       | Cofidis, Solutions Crédits   | + 38 min 57 s             |                           |
| 8.º                       | CCC Sprandi Polkowice        | + 39 min 35 s             |                           |
| 9.º                       | Italia                       | + 41 min 37 s             |                           |
| 10.º                      | Felbermayr Simplon Wels      | + 44 min 42 s             |                           |

## Evolución de las clasificaciones
| Etapa (Vencedor)               | Clasificación general | Clasificación de la montaña | Clasificación por puntos | Clasificación por equipos |
| ------------------------------ | --------------------- | --------------------------- | ------------------------ | ------------------------- |
| Prólogo (Oscar Gatto)          | Oscar Gatto           | Oscar Gatto                 | Oscar Gatto              | Astana                    |
| 1.ª etapa (Elia Viviani)       | Sep Vanmarcke         | Stephan Rabitsch            | Elia Viviani             | Cannondale-Drapac         |
| 2.ª etapa (Tom Slagter)        | Sep Vanmarcke         | Stephan Rabitsch            | Sep Vanmarcke            | Dimension Data            |
| 3.ª etapa (Elia Viviani)       | Sep Vanmarcke         | Stephan Rabitsch            | Elia Viviani             | Dimension Data            |
| 4.ª etapa (Miguel Ángel López) | Delio Fernández       | Stephan Rabitsch            | Elia Viviani             | Gazprom-RusVelo           |
| 5.ª etapa (Ben O'Connor)       | Delio Fernández       | Stephan Rabitsch            | Elia Viviani             | Dimension Data            |
| 6.ª etapa (Clément Venturini)  | Delio Fernández       | Pieter Weening              | Sep Vanmarcke            | Dimension Data            |
| Final                          | Delio Fernández       | Pieter Weening              | Sep Vanmarcke            | Dimension Data            |

## UCI World Ranking
La Vuelta a Austria otorgó puntos para el UCI Europe Tour 2017 y el UCI World Ranking, este último para corredores de los equipos en las categorías UCI ProTeam, Profesional Continental y Equipos Continentales. Las siguientes tablas son el baremo de puntuación y los 10 corredores que obtuvieron más puntos:
| Posición              | 1.º | 2.º | 3.º | 4.º | 5.º | 6.º | 7.º | 8.º | 9.º | 10.º |
| Clasificación general | 125 | 85  | 70  | 60  | 50  | 40  | 35  | 30  | 25  | 20   |
| Por etapa             | 14  | 5   | 3   |     |     |     |     |     |     |      |
| Líder                 | 3   |     |     |     |     |     |     |     |     |      |

| Clasificación | Clasificación        | Clasificación                | Clasificación | Clasificación | Clasificación | Clasificación |
| Posición      | Ciclista             | Equipo                       | General       | Etapa         | Líder         | Total         |
| ------------- | -------------------- | ---------------------------- | ------------- | ------------- | ------------- | ------------- |
| 1.º           | Stefan Denifl        | Aqua Blue Sport              | 125           | 5             | 6             | 136           |
| 2.º           | Miguel Ángel López   | Astana                       | 70            | 22            | -             | 92            |
| 3.º           | Delio Fernández      | Delko Marseille Provence KTM | 85            | -             | -             | 85            |
| 4.º           | Ben O'Connor         | Dimension Data               | 50            | 14            | -             | 64            |
| 5.º           | Felix Großschartner  | CCC Sprandi Polkowice        | 60            | -             | -             | 60            |
| 6.º           | Giulio Ciccone       | Selección de Italia          | 40            | 3             | -             | 43            |
| 7.º           | Daniel Teklehaimanot | Dimension Data               | 35            | -             | -             | 35            |
| 8.º           | Alexey Rybalkin      | Gazprom-RusVelo              | 30            | -             | -             | 30            |
| 9.º           | Elia Viviani         | Selección de Italia          | -             | 28            | -             | 28            |
| 10.º          | Ángel Madrazo        | Delko Marseille Provence KTM | 25            | -             | -             | 25            |